# Jean-Joseph Mouret
Jean-Joseph Mouret (* 11. April 1682 in Avignon; † 22. Dezember 1738 in Charenton-le-Pont) war ein französischer Komponist.

## Leben
Mouret war der Sohn eines Seidenhändlers, der finanziell in der Lage war, seinen Kindern beste Ausbildungen zu ermöglichen. Bei Jean-Joseph war es eine besondere Begabung für die Musik, die hierbei den Ausschlag gab. Er war ein guter Sänger, auch seine frühen Kompositionen wurden gut aufgenommen. Im Alter von 20 Jahren zog er nach Paris, hier wurde er schnell bekannt. 1708 kam er in Kontakt mit der Herzogin Anne-Louise Bénédicte de Bourbon-Condé und wurde deren Kapellmeister am Hofe von Sceaux. Er wurde 1714 Mitglied der Académie royale de musique, der Vorläuferin der Pariser Oper, welche das Musikleben in Frankreich regelte. Als Orchesterleiter komponierte Mouret mehrere Bühnenwerke für diese Institution, ebenso für die Comédie-Italienne, die er von 1717 bis 1737 leitete. Von 1728 bis 1734 war er der Leiter der Concert spirituel. Die letzten Jahre seines Lebens verbrachte er verwirrt und verarmt im Hospiz zu Charenton.
Seine eindrucksvollen Werke machten ihn zu einem der führenden Exponenten der barocken Musik in seinem Land. Obwohl die meisten seiner Werke nicht mehr aufgeführt werden, überlebte der Name »Mouret« bis heute, dank der Popularität des Fanfare-Rondeau aus seiner ersten Suite de Symphonies, die als Untermalungsmelodie des PBS-Programmes des Meisterwerk-Theaters verwendet wird.

## Werke (Auswahl)
Bühnenwerke
Mouret hat hauptsächlich Bühnenwerke vom Genre der Tragédie lyrique und Opéra-ballet komponiert.
- Les Fêtes de Thalie (1714)
- Les Amours de Ragonde (1714)
- Ariane, lyrische Tragödie in 5 Handlungen und einem Prolog, Buch von François-Joseph de Lagrange-Chancel und Pierre-Charles Roy, repräsentiert an der königlichen Musikakademie am 6. April 1717
- Pirithoüs (1723)
- Les Grâces héroïques (1733)
- Le Triomphe des sens (1732)

Instrumental
- 6 Sonates à deux flutes traversières … premier livre (1725)
- „Fanfares avec une suitte de simphonies mêlées de cors de chasse“, livre second, für Trompeten, Pauken, Streicher, Oboen, (um 1729)
- „Concert de chambre à deux et trois parties, suivi d'une suite d'airs à danser“, Streicher, Oboen, Blockflöten, premier livre (1734)
- Concert de chambre à deux et trois parties … second livre (1738)